# De boca en boca
De boca en boca fue un programa de televisión ecuatoriano de entretenimiento nacional e internacional. Fue producido por la cadena TC Televisión desde el año 2013 como segmento de farándula en El Noticiero, y en el año 2015 se estrenó como programa oficial.
Se trató de un programa dedicado exclusivamente de farándula. El programa estuvo bajo la conducción de Lissette Cedeño, Emilio Pinargote, Silvana Torres, Cynthia Naveda.
Tras 7 años en antena de forma ininterrumpida, el 30 de noviembre de 2022 llega a su fin con su última emisión sin previo aviso por TC Televisión, ante la sorpresa de la audiencia.

## Contexto
De Boca en Boca fue un espacio entretenido y ágil que traerá todo el acontecer farandulero nacional e internacional, con un estilo diferente y renovado. Primicias y segmentos que estarán cargados de mucha información, porque la farándula empieza aquí. Se transmitió de lunes a viernes a las 16H00.
El ‘platillo’ principal será la farándula nacional, pues es una de las estaciones televisivas con más talentos locales. Habrá segmentos a cargo de los presentadores y coberturas internacionales. Y si la ocasión lo amerita, invitados.
La suerte está echada para Miguel Cedeño, quien además hará notas, pues es uno de sus fuertes y no se lo quiere desaprovechar. También para Emilio Pinargote, quien más temprano que tarde volvió a la farándula, y para Lissette Cedeño.

## Segmento deEl Noticiero
En De Boca en boca, de El Noticiero, hay espacios como ¿Qué sabes hacer?, en el que se presenta un perfil diferente de algunos talentos nacionales, entre ellos cantantes, actores, animadores y presentadores.

## Controversias
A menos de un mes de su estreno De boca en boca, tuvo una demanda por parte del reconocido actor David Reinoso, el cual se molestó por una nota emitida sobre un supuesto romance de él con la presentadora conocida como La Minnie Mouse.

También uno de los temas que más se comentó fue el de la pelea entre Vito Muñoz y la exconcursante de Combate, Michela Pincay, por una publicación sobre ella en una página de farándula del presentador de deportes.

Además una de las noticias más comentadas fue el anuncio de la tercera paternidad del presentador del programa Emilio Pinargote.

## Conductores y reporteros

### Actuales que se mantuvieron hasta que salió del Aire
- Lissette Cedeño (2015-2022)
- Emilio Pinargote (2015-2017/2022)
- Silvana Torres (2015-2022)
- Cynthia Naveda (2020-2022)

### Anteriores
- Miguel Cedeño (†) (2015-2022)
- Priscilla Tomalá (2020-2021)
- Alejandra Sánchez (2015-2020)
- Mauricio Altamirano (2018-2020)
- Señor M (2015-2020)